# Bruzelia popolocan
Bruzelia popolocan är en kräftdjursart som beskrevs av J. L. Barnard 1972. Bruzelia popolocan ingår i släktet Bruzelia och familjen Synopiidae. Inga underarter finns listade i Catalogue of Life.